# بين واترس
بين واترس (بالإنجليزية: Ben Waters) هو لاعب كرة مضرب نيوزيلندي، ولد في عقد 1900، وتوفي في 1962.